# Мофтину Маре (Сату Маре)
Мофтину Маре (рум. Moftinu Mare) насеље је у Румунији у округу Сату Маре. Oпштина се налази на надморској висини од 118 m.

## Становништво
Према подацима из 2002. године у насељу је живело 960 становника.

### Попис2002.
| Расподела становништва по националности 2002.‍ | Расподела становништва по националности 2002.‍ | Расподела становништва по националности 2002.‍ | Расподела становништва по националности 2002.‍ | Расподела становништва по националности 2002.‍ |
| --------------------------------------------- | --------------------------------------------- | --------------------------------------------- | --------------------------------------------- | --------------------------------------------- |
|                                               |                                               |                                               |                                               |                                               |
| Румуни                                        | Румуни                                        |                                               | 315                                           | 32,9%                                         |
| Мађари                                        | Мађари                                        |                                               | 439                                           | 45,9%                                         |
| Роми                                          | Роми                                          |                                               | 28                                            | 2,9%                                          |
| Украјинци                                     | Украјинци                                     |                                               | 10                                            | 1,0%                                          |
| Немци                                         | Немци                                         |                                               | 165                                           | 17,2%                                         |